# Hartmecke
Hartmecke ist ein Ortsteil von Halver im Märkischen Kreis im Regierungsbezirk Arnsberg in Nordrhein-Westfalen (Deutschland).

## Lage und Beschreibung
Das aus zwei Siedlungsplätzen bestehende Hartmecke liegt im Westen des Halveraner Stadtgebietes im Tal der Ennepe. Die Nachbarorte sind Burbach, Ahe, Niederbuschhausen, Buschhauser Hammer, Grafweg, Holte, Nordeln mit dem Nordeler Schleifkotten. Der Ort ist über eine Straße zu erreichen, die bei Niederennepe von der Bundesstraße 229 abzweigt und die Ortschaften im Ennepetal anbindet. Bei Hartmecke mündet der bei Diepenbruch entspringende Hartmeckebach in der Ennepe. Westlich des Orts liegt die 381 Meter hohe Erhebung Nesselberg. 

## Geschichte
Spätestens seit dem Frühmittelalter (nach anderen Angaben seit vorgeschichtlicher Zeit) querte südlich von Hartmecke bei Nordeln eine wichtige Altstraße von Wipperfürth nach Breckerfeld die Ennepe. Südlich vom Ort befindet sich auf dem Bollberg ein Ringwall, der nach Ausgrabungen (Keramikfunde aus dem 9. Jahrhundert) und neueren Forschungen als fränkische Ausbau- und Fliehburg zur Sicherung diese Altstraße gedeutet wird.